# Neomaso bilobatus
Neomaso bilobatus är en spindelart som först beskrevs av Albert Tullgren 1901.  Neomaso bilobatus ingår i släktet Neomaso och familjen täckvävarspindlar. Inga underarter finns listade i Catalogue of Life.